# Potone
Potone (altgriechisch Πωτώνη Pōtónē oder Ποτώνη Potónē; * wohl zwischen 432 und 424 v. Chr.) war die Schwester des antiken griechischen Philosophen Platon und die Mutter des Philosophen Speusippos.
Sowohl Potones Vater Ariston als auch ihre Mutter Periktione stammten aus Athen und waren vornehmer Herkunft. Sie heirateten um 432. Möglicherweise lebte das Ehepaar einige Jahre auf der südlich von Attika gelegene Insel Aigina und kehrte dann in seine Heimatstadt zurück. In Athen befand sich der Wohnsitz der Familie in Kollytos, einem zentral gelegenen Stadtteil westlich und südlich der Akropolis.
Ariston und Periktione hatten vier Kinder: Potone und die drei Söhne Adeimantos, Glaukon und Platon.
Ariston starb schon um 424. Bald darauf schloss Periktione eine zweite Ehe mit Pyrilampes, einem angesehenen, ebenfalls verwitweten Athener. Pyrilampes war Periktiones Onkel mütterlicherseits und wurde durch seine neue Heirat zum Stiefvater ihrer vier noch unmündigen Kinder. Diese lebten nun mit ihrem älteren Stiefbruder Demos zusammen, einem Sohn des Pyrilampes aus dessen erster Ehe. Mit Pyrilampes hatte Periktione nur ein Kind, den Sohn Antiphon.
Potone heiratete Eurymedon von Myrrhinous, dem sie um 410/407 v. Chr. den Sohn Speusippos gebar. Wahrscheinlich hatte sie auch eine Tochter, die eine Tochter gebar, welche Speusippos – ihren Onkel – heiratete. Speusippos wurde 348/347 v. Chr. der Nachfolger seines Onkels Platon als Leiter der Platonischen Akademie (Scholarch).